# 1979年圖馬科地震
1979年圖馬科地震發生在當地時間12月12日凌晨2時59分（协调世界时上午7時59分），震級為矩震級8.2級，最大麥加利地震烈度為IX度（猛烈）。震央位於厄瓜多爾和哥倫比亞邊境近海，靠近港口城市圖馬科。它引發一場大型海嘯，估計造成300至600人死亡，其中大部分是由海嘯所造成的。重災區是哥倫比亞的纳里尼奥省。

## 構造背景
厄瓜多爾和哥倫比亞南部的沿海部分位於馬爾佩洛板塊沿哥倫比亞-厄瓜多爾海溝隱沒到南美洲板块下方的聚合板塊邊緣之上。在這個位置，馬爾佩洛板塊（納斯卡板塊東北部的微型板塊）正以每年58毫米的速度相對於南美洲向東移動。在卡內基海嶺以北，隱沒界面有四個可識別的段，從南到北依次為埃斯梅拉達斯段、曼格拉雷斯段、圖馬科段和帕蒂亞段。這個板塊邊緣是歷史上幾次大地震的發生地，其中大多數與破壞性海嘯有關。1906年，一段500至600公里長的板塊界面破裂，引發一場8.8級地震（上述四段全部破裂）和跨太平洋海嘯。

## 地震
這次地震是三場地震中的最後一場，這三場地震使板塊界面的相鄰部分破裂，形成一東北向的遷移序列。1942年的地震使埃斯梅拉達斯段破裂，1958年的地震使曼格拉雷斯段破裂，這次地震則使圖馬科和帕蒂亞段破裂。它們一起使巨型逆衝斷層的同一部分破裂，與1906年的地震相同。這次地震的破裂區長280公里、寬130公里。
厄瓜多爾（包括瓜亞基爾、埃斯梅拉達斯和基多）和哥倫比亞（包括波哥大、卡利、波帕扬和布埃納文圖拉）多處均有震感。震央地區的海岸下沉達1.6米，河流排水因地面移動而受到局部破壞。

## 海嘯
地震發生後約三分鐘，距離震央最近的海岸遭受第一波海嘯的襲擊。當地觀察到三至四波海嘯，其中第三波的海浪最高。第三波海嘯適逢退潮，大大減少淹沒範圍和可能的死亡人數。觀測到的最高海嘯為6.0米，位於圖馬科東北方的聖胡安德拉科斯塔（San Juan de la Costa）。日本東岸、夏威夷州、大溪地和墨西哥均觀測到海嘯。

## 破壞
地震造成廣泛破壞，特別是在圖馬科，大約十分之一的建築物被毀，其中包括1,280間房屋，據報有25人死亡或失蹤。查爾科（Charco）漁村幾乎被海嘯完全摧毀，海浪將內陸的房屋衝入附近的湖泊中。據報最初的4,000人中有93人死亡或失蹤。海嘯還摧毀聖胡安德拉科斯塔的所有房屋，據報有199人死亡或失蹤。總死亡人數估計為500至600人，另有4,000人受傷。

## 善後
這次地震和1983年發生在哥倫比亞中部附近的波帕揚地震造成的破壞導致哥倫比亞制定國家抗震結構建築規範，並於1984年生效。

## 外部連結
- The International Seismological Centre has a bibliography and/or authoritative data for this event.